# Мукачевский завод «Точприбор»
Мукачевский завод «Точприбор» (укр. Мукачівський завод «Точприлад») — промышленное предприятие в городе Мукачево Закарпатской области Украины.

## История
В ноябре 1995 года Кабинет министров Украины передал завод в управление администрации Закарпатской области.
В августе 1997 года завод был включён в перечень предприятий, имеющих стратегическое значение для экономики и безопасности Украины.
В 2000 году компания «Philips» арендовала один цех завода «Точприбор», в котором было размещено сборочное производство продукции гражданского назначения (CD-плееры, музыкальные колонки для автомобилей и иное аудиооборудование).
14 марта 2001 года правительство Украины закрепило в государственной собственности контрольный пакет акций предприятия (в размере 50 % + 1 акция).
В феврале 2003 года правительство Украины приняло решение о продаже акций предприятия, за исключением контрольного пакета акций, закреплённого в государственной собственности.
2007 год завод «Точприбор» закончил с прибылью 646 тыс. гривен.
К началу 2008 года завод производил продукцию военного и двойного назначения (авиационное оборудование, системы управления и контроля основных и вспомогательных силовых установок, высокоточные рулевые и исполнительные механизмы, аварийные эксплуатационные регистраторы полётной информации, отделяемые регистры и радиобуи для маркирования места лётных происшествий), а также выпускал продукцию гражданского назначения.
Начавшийся в 2008 году экономический кризис осложнил положение предприятия: в 2008 году завод сократил чистый доход на 10,6 %, но закончил 2008 год с прибылью 710 тыс. гривен.
2009 год завод закончил с чистой прибылью 760 тыс. гривен.
2010 год завод завершил с прибылью 790 тыс. гривен.
В мае 2010 года Фонд государственного имущества Украины продал за 10,341 млн гривен последние остававшиеся в государственной собственности акции предприятия (контрольный пакет в размере 50 %+ 1 акция), владельцем которых стала киевская компания «Деловые партнеры», ещё 19,9 % акций находились в собственности компании «Coch Investments Limited» (Британские Виргинские острова) и 14,3 % акций — в собственности компании «DRGN Limited» (Кипр).
К началу 2013 года завод «Точприбор» входил в число ведущих предприятий города Мукачево, к 2015 году предприятие специализировалось на изготовлении электропроводки, акустики и ряда других электронных компонентов для автомобилей BMW, Land Rover, Mercedes, Volkswagen и др..
К началу февраля 2016 года завод освоил изготовление светодиодных светильников для фонарей уличного освещения. В первом полугодии 2016 года завод входил в число 16 крупнейших предприятий-налогоплательщиков Закарпатской области.